# Mnemotehnică
Mnemotehnica reprezintă un ansamblu de tehnici care înlesnesc memorarea datelor, folosindu-se de lanțuri de asociații mentale, conversiuni, acrostihuri, rime și asonanțe etc.

## Etimologie
Cuvântul „mnemonic” (care se referă la memorie, care ajută memoria, mnemotehnic) provine din cuvântul grecesc antic μνημονικός (mnêmonikós - memorie), amintind de Mnemosyne, mama celor nouă muze din mitologia greacă. 

## Exemple de mnemotehnică
- memoria excepțională nativă este rară, dar se poate dezvolta cu ajutorul unor tehnici speciale.
- mnemotehnica transformă sarcina amintirii libere într-o amintire ajutată de mediatorii mnezici.

### „Puntea măgarului“
Este vorba de un procedeu mnemotehnic de asociere mentală a unor termeni. De pildă: cȃnd Luna are forma literei C, înseamnă că Descrește, cȃnd are forma D înseamnă că Crește. Incă în Evul Mediu oamenii au observat ca măgarii (animale f.inteligente !) refuzau să treacă apele curgătoare, nefiind in stare să aprecieze adȃncimea apei, avȃnd teama că se vor îneca. Din acest motiv, oamenii au construit special pentru măgari punți de lemn peste pȃrȃuri. In prezent, expresia este utilizată în scop mnemotehnic, pierzȃndu-și semnificația inițială.